# ناوکی اینوئه
ناوکی اینوئه (ژاپنی: 井上 直輝؛ زادهٔ ۵ اوت ۱۹۹۷) یک بازیکن فوتبال اهل ژاپن است.
از باشگاه‌هایی که در آن بازی کرده‌است می‌توان به باشگاه فوتبال بلاوبلیتز آکیتا اشاره کرد.